# Hanning Schröder

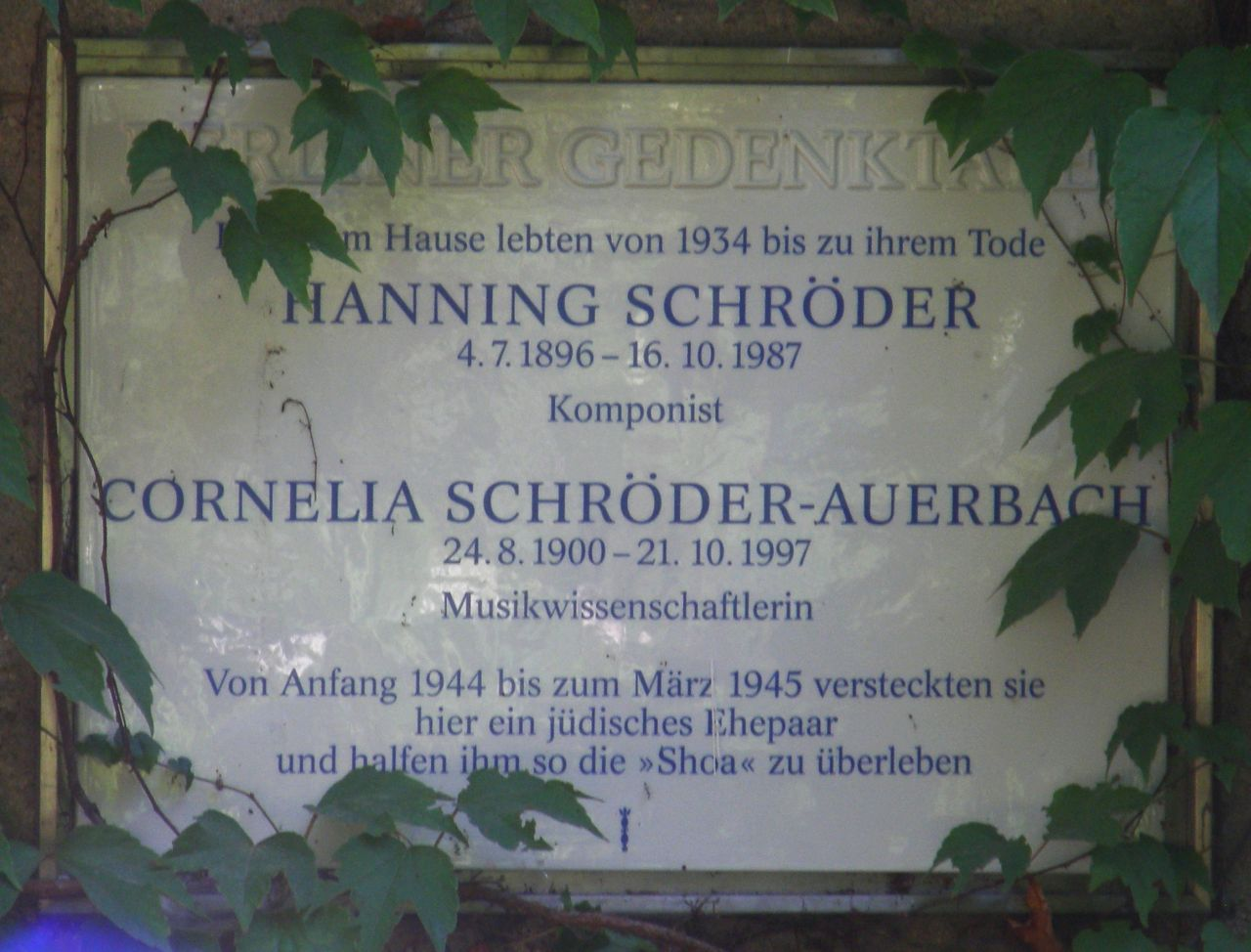
Gedenktafel für Hanning Schröder und Cornelia Schröder-Auerbach am Quermatenweg 148, Berlin-Zehlendorf

Hanning Schröder (* 4. Juli 1896 in Rostock; † 16. Oktober 1987 in West-Berlin) war ein deutscher Komponist und Bratschist.

## Leben
Hanning (ursprünglich Hans) Schröder wurde als Sohn eines Kapitäns in Rostock in eine musikliebende Familie hineingeboren, begann früh Geige zu spielen und gründete mit 15 Jahren das „Schrödersche Hausorchester“. Kammermusik blieb die bevorzugte Stilrichtung in seinem Schaffen als Komponist.
Als junger Soldat erlebte er den Ersten Weltkrieg, zur Zeit der Weimarer Republik studierte er zunächst Medizin, dann Musik. Über Stationen in Jena und München kam er nach Freiburg im Breisgau, wo er Komposition bei Julius Weismann und an der Universität von 1920 bis 1924 Musikwissenschaft bei Wilibald Gurlitt studierte. Zudem studierte er Violine und Bratsche (zuletzt bei Gustav Havemann). Bei der „Zeitgenössischen Musik“ in Donaueschingen fand er Gleichgesinnte und Bestätigung. 1924/1925 war er Solobratschist im Kammerorchester des Düsseldorfer Schauspielhauses und später in Berlin bei Theater, Rundfunk und Film tätig.
1929 heiratete er die promovierte Musikwissenschaftlerin Cornelia Auerbach, welche die jüngere Schwester von Johannes Ilmari Auerbach war. Dessen frisch geschiedene Ex-Frau war die bei Reinhard Limbach im Reichsverband der gemischten Chöre Deutschlands tätige Ingeborg Harnack (Schwester von Falk Harnack), die Schröders einstigen Violinenlehrer Gustav Havemann kennenlernte und 1931 heiratete.
Schröder schrieb einige Stücke für Kinder und Laien, blieb aber distanziert zur Jugendmusikbewegung. Anfang der 1930er Jahre gaben Schröder, seine Frau und der Instrumentenbauer Peter Harlan als „Harlan-Trio“ in ganz Deutschland Konzerte mit Renaissance- und Barockmusik auf historischen Instrumenten. Weil Schröder allerdings gemeinsam mit Paul Dessau, Hanns Eisler u. a. für den Großen Arbeiterchor Berlin komponierte und seine Frau jüdischer Abstammung war, wurde er 1935 aus der Reichsmusikkammer ausgeschlossen und unterlag damit, ebenso wie seine Frau, dem nationalsozialistischen Berufsverbot. Er überstand die NS-Zeit jedoch dank seiner Begabung mit einer Sondergenehmigung als Bratschist im Theater am Nollendorfplatz in Berlin. Seine Frau Cornelia Schröder-Auerbach lebte ab 1943 mit der Tochter Nele bei Pastor Johannes Rienau (1895–1971) und seiner Familie in Dargun, wo sie von 1944 bis 1952 Organistin und Chorleiterin war. Von Anfang 1944 bis März 1945 verbargen Hanning Schröder und Cornelia Schröder-Auerbach in ihrer Berliner Wohnung am Quermatenweg 148 in Zehlendorf ein jüdisches Ehepaar (Werner und Ilse Rewald) und retteten es damit vor dem sicheren Tod.
Nach dem Krieg leitete Schröder die Sektion Kammermusik im Ostberliner Komponistenverband. Durch den Mauerbau waren seine Aktivitäten ab 1961 fast nur auf Westberlin beschränkt, wo er als freischaffender Komponist tätig war und sich in undogmatischer Weise mit den Stilmitteln des Kontrapunkts und der Zwölfton-Technik beschäftigte. Hier wurde er zum Mentor der „Gruppe Neue Musik Berlin“. Seine Musik verzichtete immer mehr auf jede Ausführlichkeit, wurde immer knapper und sparsamer. Bezeichnenderweise sind die letzten Werke Monologe: Solowerke für Violoncello, Orgel, Klarinette, Oboe. Er starb am 16. Oktober 1987 in Berlin.

## Ehrungen
Yad Vashem erkannte 1978 Hanning Schröder als „Gerechten unter den Völkern“ an. Erst nach dem Fall des Eisernen Vorhangs würdigte die Hansestadt Rostock ihren Komponisten. Das Max-Samuel-Haus in Rostock gab in einer Ausstellung im Winterhalbjahr 2017/2018 Einblick in Leben und Werk des Künstlerpaares Schröder und Auerbach.

## Werke
Abgesehen von wenigen Orchesterwerken hat Schröder vor allem Kompositionen für kleine Kammermusik-Besetzungen, daneben Solo-Sonaten für verschiedene Instrumente, Kantaten und ein Singspiel für Kinder („Hänsel und Gretel“) geschrieben. Sein „Divertimento für Bratsche und Cello“ wurde 1964 in Monaco ausgezeichnet. Das Streichquartett über das Lied der Moorsoldaten aus dem KZ Börgermoor wurde weltberühmt.
- Kleine Klaviermusik (2 Hefte, 1952)
- Musik für Alt-Blockflöte solo (1954)
- Musik für Va (oder Vc.) solo (1954)
- Musik für V. solo (1957)
- Musik für Fag. solo (1958)
- Sonate für H. solo (1958)
- Streichquartett über das Lied der Moorsoldaten (1957)
- Hänsel und Gretel – Singspiel für Kinder (1956)
- Kantaten; Chöre; Lieder; Haus- und Schulmusiken
- 2. Sonate für Solo-Flöte (1967)
- „Völker der Erde“ für tiefe Stimme, Flöte und Klarinette (1968)
- „Metronom 80“ für Solo-Violine (1969)